# Valois (entreprise)
Pour les articles homonymes, voir Valois.
Aptar France (ex Valois) est une société industrielle de plasturgie créée en France en 1947 par Jean Ramis après le dépôt d'un brevet sur le fonctionnement d'une valve aérosol en matière plastique.
Ses activités concernent la conception et la fabrication en grande série de valves de pulvérisation pour aérosol pour la pharmacie, la cosmétique ou les détergents.
Aujourd'hui, Valois emploie 2 235 personnes, sur plusieurs usines dans le monde, dont 3 en France (Le Vaudreuil, Le Neubourg et Verneuil-sur-Avre dans l'Eure), aux États-Unis, en Chine et en Suisse.
C'est une filiale d'Aptar Group, société américaine cotée en bourse.